# بنيسيا (كاليفورنيا)

موقع بنيسيا من مقاطعة سولانو، كاليفورنيا

بِنِيسِيَا (بالإنجليزية: Benicia)‏ مدينة تقع في مقاطعة سولانو، كاليفورنيا، الولايات المتحدة الأمريكية.

## أعلام
- روبن وينتيرز
- جو جاكوبس
- ويليام إدوارد كولبي
- لويس هاكيت
- روبرت أرنيسون